# Física de attossegundos

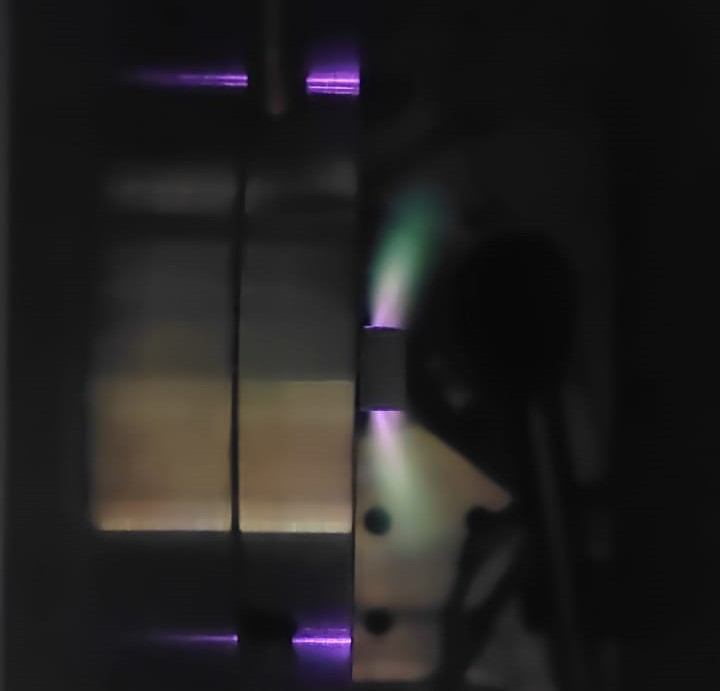
Geração de altos harmônicos em criptônio. Esta tecnologia é uma das técnicas mais utilizadas para gerar rajadas de luz de attossegundos.

A física do attosegundo, também conhecida como attofísica, ou mais geralmente ciência do attosegundo, é um ramo da física que lida com fenômenos de interação luz-matéria em que pulsos de fótons de attosegundo (10-18 s) são usados para desvendar processos dinâmicos na matéria com resolução de tempo sem precedentes.
A ciência do attosegundo emprega principalmente métodos espectroscópicos de bomba-sonda para investigar o processo físico de interesse. Devido à complexidade deste campo de estudo, geralmente requer uma interação sinérgica entre a configuração experimental de última geração e ferramentas teóricas avançadas para interpretar os dados coletados em experimentos de attossegundos. 
Os principais interesses da física dos attossegundos são:
1. Física atômica: investigação dos efeitos de correlação eletrônica, atraso de fotoemissão e tunelamento de ionização. [2]
2. Física molecular e química molecular: papel do movimento eletrônico em estados excitados moleculares (por exemplo, processos de transferência de carga), fotofragmentação induzida por luz e processos de transferência de elétrons induzidos por luz. [3]
3. Física do estado sólido: investigação da dinâmica de excitons em materiais 2D avançados, movimento de portadores de carga petahertz em sólidos, dinâmica de spin em materiais ferromagnéticos. [4]

Um dos principais objetivos da ciência do attosegundo é fornecer descobertas avançadas sobre a dinâmica quântica dos elétrons em átomos, moléculas e sólidos com o desafio de longo prazo de alcançar o controle em tempo real do movimento dos elétrons na matéria. 
Em 2022, Anne L'Huillier, Paul Corkum e Ferenc Krausz foram agraciados com o Prêmio Wolf de Física por suas contribuições pioneiras à ciência do laser ultrarrápido e à física dos attossegundos. Isto foi seguido pelo Prêmio Nobel de Física de 2023, onde L'Huillier, Krausz e Pierre Agostini foram recompensados “por métodos experimentais que geram pulsos de luz de attossegundos para o estudo da dinâmica de elétrons na matéria”.